# Reagan (Oklahoma)
Pour les articles homonymes, voir Reagan (homonymie).
Reagan est une census-designated place du comté de Johnston, dans l'État d'Oklahoma, aux États-Unis. En 2020, elle compte une population de 67 habitants.